# KFSN-TV
KFSN-TV est une station de télévision américaine ayant une autorisation pour la zone de couverture de la Vallée de San Joaquin. Elle est détenue et exploitée par American Broadcasting Company. Les studios sont situés à Fresno et l'émetteur est situé à Meadow Lakes, près d'Auberry dans le comté de Fresno.

## Historique
Au début des années 1950, les deux stations de radio de Fresno, KARM-AM et KFRE-AM, sont en compétition pour obtenir la licence de télévision VHF de la ville. C'est KFRE qui obtient la licence et la diffusion de KFRE-TV débute le 10 mai 1956 sur le canal 12 en tant que chaîne affiliée à CBS,.
En 1959, la société Triangle Publications achète les stations KFRE-AM et KFRE-TV.
Le 17 février 1961, à la demande de la Federal Communications Commission (FCC) qui souhaite que la zone de Fresno soit totalement en UHF, KFRE-TV est transférée sur le canal 30.
En 1971, Capital Cities Communications rachète Triangle Publications,. Capital Cities revend les stations de radio de Triangle, atteignant déjà la limitation pour les radios, mais conserve les stations de télévision. Toutefois avec cet achat, Capital Cities atteint les six stations de télévision et doit s'en séparer d'une pour respecter la limitation de cinq stations. Capital Cities se sépare alors de WSAZ-TV à Huntington (Virginie-Occidentale) mais conserve :
- WKBW-TV à Buffalo (New York)
- WFIL-TV à Philadelphie
- WNHC-TV à New Haven (Connecticut)
- WJRT-TV à Flint (Michigan)
- KTRK-TV à Houston (Texas)
- KFRE-TV qu'elle renomme, KFSN-TV

Le 5 septembre 1985, Capital Cities fusionne avec American Broadcasting Company. Le nouveau groupe doit à nouveau se séparer de plusieurs chaînes dont WFTS à Tampa (Floride) et cherche à revendre KFSN. Mais la FCC annonce que la chaîne WTNH possède une couverture partiellement commune avec WABC-TV. Le groupe est alors contraint de revendre WTNH et c'est KFSN qui est conservé.
Le 9 février 1996, The Walt Disney Company finalise son rachat de Capital Cities/ABC et rebaptise sa nouvelle filiale ABC Inc.
KFSN est l'une des trois chaînes détenues en propre dans la zone de Fresno, au côté de KFTV (Univision, canal 21) et KNSO (Telemundo, canal 51).

## Télévision numérique
Le signal numérique de la chaine est un multiplexe :
KFSN-TV diffuse sur le canal 30 en numérique.
Chaînes numériques
| Chaîne | Nom  | Programmation                             |
| ------ | ---- | ----------------------------------------- |
| 30.1   | 720p | Programmation principale KFSN-TV / ABC HD |
| 30.2   | 720p | Live Well Network                         |
| 30.3   | 480i | Live Well Network                         |

### Passage de l'analogique au numérique
KGO-TV est revenu du canal 9 au canal 30 le 12 juin 2009 à midi dans le cadre de l'arrêt de la télévision analogique aux États-Unis.